# مذبحة زينيتسا
مذبحة زينيتسا وقعت في 19 أبريل 1993 حوالي الظهر. أطلقت عدة قنابل يدوية من مواقع مجلس الدفاع الكرواتي الواقعة في قرية بوتيتشيفو على بعد حوالي 16 كم (9.9 ميل) غرب زينيتسا مما أسفر عن مقتل 16 وإصابة أكثر من 50 مدني وسط حشد كبير تجمع.

## الهجوم
في ذلك الوقت (19 أبريل 1993) كان هناك نشاط تجاري كبير في وسط المدينة حيث أصيب ما يقرب من ألفين إلى ثلاثة آلاف رجل وامرأة وطفل في المنطقة بالقنابل اليدوية.
العدد الدقيق للقنابل اليدوية التي تم إطلاقها في مركز زينيتسا غير معروف حتى الآن على الرغم من التقديرات تشير إلى أن الرقم هو تسع قنابل يدوية تم إطلاقها من مدافع هاوتزر. أصابت ست قنابل يدوية الهدف ثلاث سلاسل من اثنتين. بدأ الهجوم الأول في حوالي الساعة 12:10 بالتوقيت المحلي والثاني بقنبلتين يدويتين في الساعة 12:24 والجولتين التاليتين بقنبلتين يدويتين في المجموع في الساعة 12:29.

## ما بعد الكارثة
اتهمت المحكمة الجنائية الدولية ليوغوسلافيا السابقة الفريق تيهومير بلاشكيتش بارتكاب الجريمة. هناك نوعان مختلفان من الادعاءات حول مصدر الحريق: الادعاء في عملية بلاشكيتش يدعي وجود مواقع مجلس الدفاع الكرواتي في بوتيتشيفو بينما ادعى الدفاع أن مرتكب القصف كان من القوات الصربية من فلاشيتش.
برأت محكمة الدرجة الأولى الفريق بلاشكيتش من جميع التهم الموجهة إليه من التهم الموجهة إليه بارتكاب الجريمة.

### الحديقة التذكارية

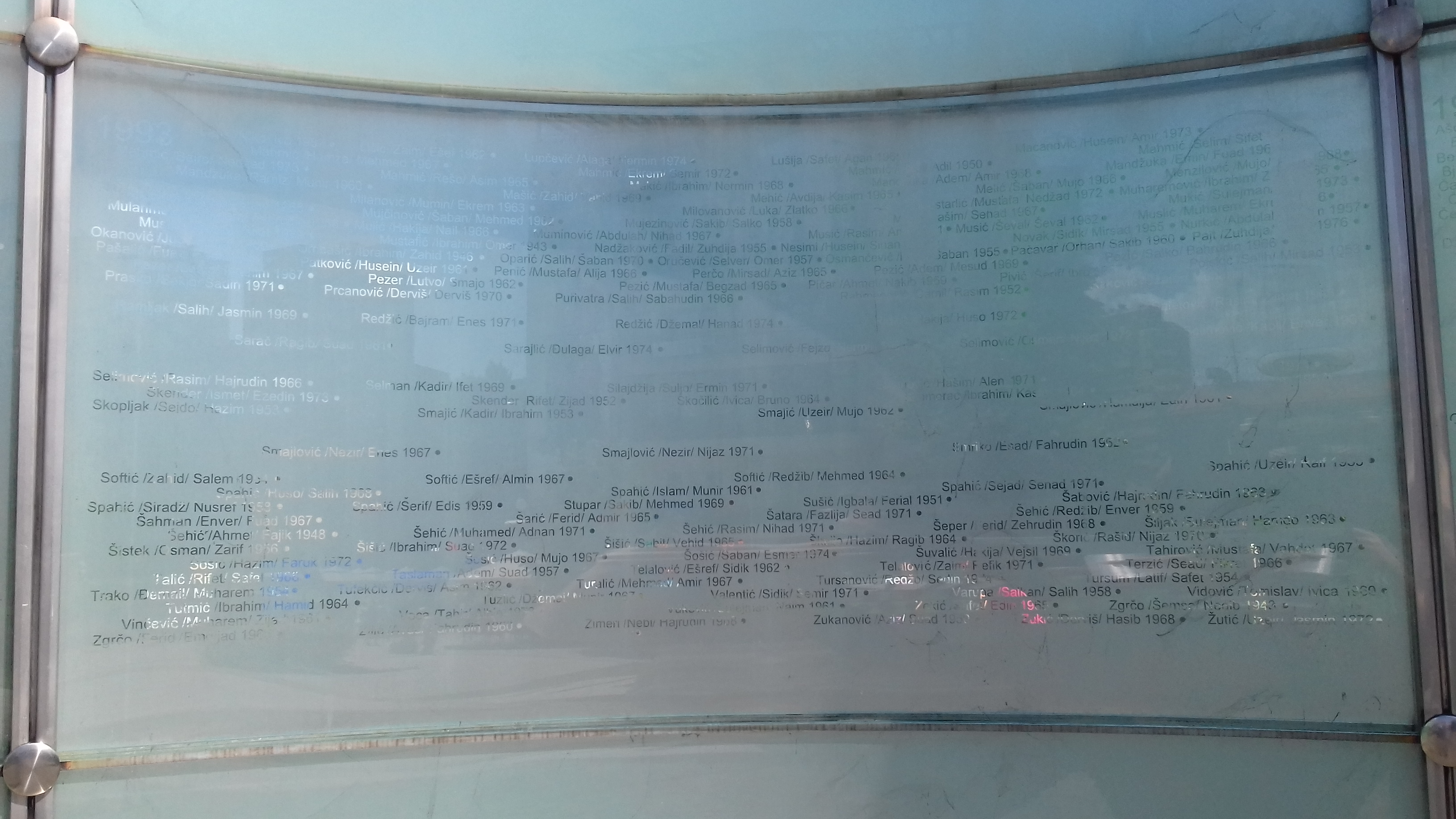
جزء من النصب التذكاري مع كتابة أسماء الضحايا.

من أجل تذكر الأشخاص الذين قتلوا بعد جريمة 19 أبريل 1993 أصبحت ساحة المدينة في زينيتسا تُعرف باسم الحجر النائم وهو اسم عمل لماك ديزدار وإنها حديقة تذكارية بها تمثال تذكاري كبير منحني بأسماء قتلى زنكيين ونافورة واحدة وصفيحة تذكارية تشير إلى ديزدار.
كما يتم الاحتفال بتاريخ المجزرة باعتباره يوم الضحايا المدنيين في حرب البوسنة والهرسك في زينيتسا.